# سوسمارهای چشم‌ماری
سوسمارهای چشم‌ماری (نام علمی: Ophisops) (با نام انگلیسی عمومی snake-eye)، یک سرده از سوسمارهای دیواری از خانواده سوسماران راستین است. آن‌ها لاسرتاهای کوچکی هستند که با پلک‌های زیرین شفاف مشخص می‌شوند که به‌طور کامل یا تا حدی با پلک‌های بالایی ترکیب می‌شوند و کلاهکی روی چشم ایجاد می‌کنند. گونه‌های سرده Ophisops در جنوب شرقی اروپا، شمال شرق آفریقا و غرب آسیا پراکنده هستند.
در این سرده، ۱۱ گونه شناخته شده‌است.